# Pseudotanais (Akanthinotanais) scrappi
Pseudotanais (Akanthinotanais) scrappi is een naaldkreeftjessoort uit de familie van de Pseudotanaidae. De wetenschappelijke naam van de soort is voor het eerst geldig gepubliceerd in 2005 door Bamber.